# 萬豐交流道
萬豐交流道位於臺灣臺中市霧峰區萬豐，為臺灣台63線指標12公里處的交流道，可由此交流道前往國道六號之舊正交流道。
|            | 出口 萬豐 | 中116線 | 南下 | 萬豐 |
| 北上       | 出口 萬豐 | 中116線 | 舊正 |      |
| 舊正交流道 | 出口 萬豐 |         |      |      |